# Lanový park

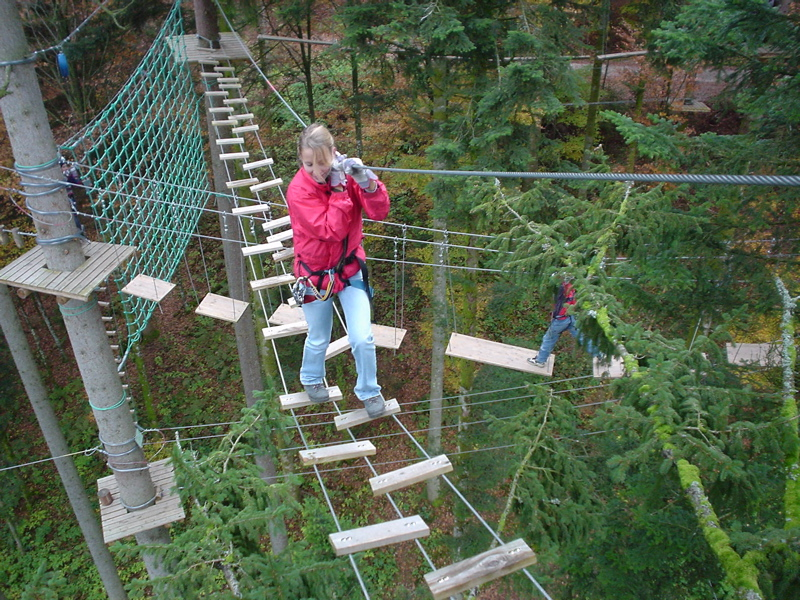
Lanový park Seilpark Gantrisch ve Švýcarsku

Lanový park popřípadě lanové centrum je typ atrakce, který se skládá z lan, žebříků, mostů a plošin, které jsou natažené v různých výškách. Návštěvníci jsou jištěni pomocí karabin, někdy jsou používány i přilby. Kvůli kůrovcové kalamitě v Česku musela lanová centra omezit provoz, některá zavřela úplně.